# Turntablism
Turntablism (eller skivisme), som det kan oversættes til, er kunsten at bringe musik sammen ved hjælp af en Djpult.
En ny stil af musik skabt gennem turntablism er lounge og Chill out. Turntablism, bliver ofte benyttet i sammenhæng med kunstnere der udelukkende skaber musik, ved hjælp af dj pult, hvorimod en dj i dag ofte benytter instrumenter for at bidrag til sit lydmiks. Eksempler på danske kunstnere man vil betegne som turntalister er: DJ Bubba, DJ Noize.
| Musik | Spire Denne musikartikel er en spire som bør udbygges. Du er velkommen til at hjælpe Wikipedia ved at udvide den. |